# Jealousy (album de X Japan)
Pour les articles homonymes, voir Jealousy.
Albums de X Japan
Blue Blood
(1989) Art of Life
(1993)
Jealousy est le troisième album studio du groupe japonais de visual kei/rock japonais X Japan. Cet album est sorti le 1er juillet 1991 et introduit de nouvelles orientations musicales pour le groupe. L'album se présente comme un véritable terrain d'expérimentation et aborde des styles très différents selon les chansons: classique (Es Dur no Piano Sen), metal symphonique (Silent Jealousy), hard rock (Desperate Angel), country et folk (White Wind... et Voiceless Screaming), ballade (Say Anything), mais également du bon vieux metal, malgré tout un peu moins agressif que lors des précédents albums (Miscast et Stab Me in the Back). Une diversité qui s'explique également par la nature des compositeurs, plus divers que sur les deux premiers albums. Sur les dix chansons, quatre sont composées par Yoshiki, trois par hide, deux par Taiji et une par Pata.
À noter que la chanson Love Replica, composée par hide est une version peaufinée d'une chanson qu'il avait composé du temps où il faisait encore partie de Yokosuka Saver Tiger, et que l'on peut entendre sur l'album Origin of hide: Yokosuka Saver Tiger vol.2 Best Live & Making, compilant des enregistrements du groupe.
C'est aussi le dernier album avec Taiji à la basse. Celui-ci a quitté X Japan en 1992 après un désaccord avec Yoshiki.

## Réception critique
L'album est couvert dans l'ouvrage Visual Rock Perfect Disc Guide 500, paru en 2013 et produit par un collectif de dix auteurs avec l'intention de lister les 500 albums qui ont marqué l'histoire du genre.

## Liste des titres
1. "Es Dur no Piano Sen" 1:50
2. "Silent Jealousy" 7:15
3. "Miscast" 5:12
4. "Desperate Angel" 5:48
5. "White Wind from Mr. Martin ~Pata's Nap~" 1:01
6. "Voiceless Screaming" 6:11
7. "Stab Me in the Back" 3:54
8. "Love Replica" 4:33
9. "Joker" 5:12
10. "Say Anything" 8:40